# Rho d'Aquari
Rho d'Aquari (ρ Aquarii) és una estrella de la Constel·lació d'Aquari.
Ro d'Aquari és una gegant blanca-blava del tipus B de la magnitud aparent és 5,35. Està aproximadament a 740 anys llum de la Terra.